# Іван Рогатинець
Іван Рогатинець (1530-і або 1540-і, Рогатин — 1603, Львів) — заможний львівський міщанин, ремісник-сідляр, бібліофіл, один зі старійшин (витрикуш) Львівського Успенського братства у 1588—1603 роках.

## Життєпис
Походив з родини середніх статків. Народився у 1530-х або 1540-х роках у Рогатині. Був сином Кузьми, майстра-сідляра. У рідному місті здобув початкову освіту. Довгий час мешкав у Рогатині, успадкував справу батька.
Наприкінці 1570-х років разом з родиною та братом Юрієм перебрався до Львова. У грудні 1579 року спільно з братом придбав будинок у львівському передмісті Збоїща.
На початку 1580-х років намагався вступити до цеху сідлярів, проте марно, оскільки був українцем і православним. Незабаром разом з братом винайшов подвійне сідло (згодом дістало назву козацького). За цей чудовий винахід майстри цеху седлярів як виняток запросили Івана Рогатинця з його братом до свого цеху, висунувши умову не брати в учні осіб православної віри. 19 березня 1586 року декретом міської ради цех сідлярів, римарів та підпружників змушений був визнати братів майстрами. Втім, навіть вступивши до цеху, Ю. Рогатинець до самої смерті боровся в судах за скасування цієї вимоги.
Разом з братом Юрієм та Іваном Красовським був розробником статуту Львівського Успенського братства 1586 року. За сприяння Івана та його брата Юрія було викуплено друкарське обладнання Івана Федорова, заставлене ним у лихваря Ізраеля Якубовича за 1500 злотих. Втім, проти братства виступив львівський єпископ Гедеон Балабан, наклавши церковне відлучення на Івана і Юрія Рогатинців та на інших фундаторів братства.
Час обрання старійшиною братства Івана відносять до 1586 року, проте найпевніше обрання на цю посаду Рогатинця відбулося 1588 року. Того ж року львівський єпископ Гедеон Балабан викликав Івана Рогатинця та інших засновників братства на духовний суд до Вільно. Братчики звернулися по захист до константинопольського патріарха Єремії II, який зняв відлучення з Рогатинців. Того ж року отримав міське право.
1589 року спільно з братом заснував у Рогатині при церкві Різдва Пресвятої Богородиці братство зі школою при ньому і сприяв приходу зі Львова вчителів до цієї школи. За сприяння Івана та Юрія Рогатинців Рогатинське братство стало колективним членом Львівського братства.
У 1591 році Іван Рогатинець разом з братом переселився на вулицю Руську, придбавши Богданівську кам'яницю у Ганни Сумової за 1300 злотих. Водночас сплатив за придбання майна у подружжя Шмухлерів та Христофора Конвіцького. Усім своїм майном володів спільно з братом Юрієм.
У 1590-х роках разом з братом та Іваном Красовським неодноразово обирається для представництва інтересів братства на сеймах Речі Посполитої. Поїздки до Варшави разом з іншими братчиками здійснював власним коштом. Тут здобув значні зв'язки серед сановників держави. Під час відсутності брата у 1592—1595 роках разом з Красовським стає провідним старійшиною братства.
1603 року помирає, залишивши заповіт, у якому виклав прохання прийняти до цеху сідлярів своїх синів. Цей заповіт декілька разів вносили до ґродських актів, проте цехмістри відмовлялися його виконувати. Лише завдяки втручанню польного гетьмана Станіслава Жолкевського цехмістри були змушені передати синам Рогатинця права його батька: бути членами цеху й мати власних учнів.

## Родина
Одружився з рогатинською міщанкою на ім'я Марія. Мав синів Івана, Прокопа та Кузьму, які продовжили сідлярську справу батька.

## Книгозбірня
Був відомим шанувальником та збирачем книг, які купляв разом з братом. На момент смерті мав 80 книг, які за заповітом було поділено між братом і синами. Більшість книг було релігійного змісту. Тут було три примірники Острозької Біблії (1581 року видання), «Новий Завіт з Псалтирем» (Острозька друкарня, 1580 рік), «„Книга о постничестві“ Василія Великого» (Острозька друкарня, 1594 рік), «Маргарит» Іоанна Златоуста (Острог, 1595), «Апокрисис», виданий під псевдонімом Христофора Філалета (Острог, 1598), «Адельфотес» (Львівська братська друкарня, 1591 рік), «Апостол» (львівська друкарня Івана Федорова, 1574 рік та ін. Третину зібрання становили книги грецькою та латинською мовами (граматики, словники, праці класиків античної науки та літератури), а ще частину — рукописи (праці Григорія Назіанського (Богослова), Іоанна Богослова, Іоанна Златоуста, Максима Святогорця та ін.).